# 체포 마실렐라
피터 체포 마실렐라(영어: Peter Tsepo Masilela, 1985년 5월 5일 ~ )는 레프트백으로 뛰었던 남아프리카 공화국의 전직 프로 축구 선수이다.

## 구단 경력
마실렐라는 프리미어 사커 리그 데뷔 전에 국제 무대에 완전히 데뷔했다. 같은 맥락에서 고국에서 1부 리그 축구에서 단 한 시즌 만에 이스라엘 클럽 마카비 하이파로 이적했다.

### 마카비 하이파
마실렐라는 2007년 8월 31일, 마카비 하이파와 4년 계약을 체결했다. 그는 마카비 하이파가 이스라엘 챔피언십에서 우승하고 UEFA 챔피언스리그에 진출하는 데 중요한 역할을 했다. 마실렐라는 2009-10년 시즌에 13개의 어시스트와 1골을 기록했다. 2011년 6월에는 2년 계약으로 계약을 연장했다.

#### 헤타페로의 임대
2011년 8월 20일, 마실렐라는 마카비 하이파와 한 시즌 동안의 임대 계약을 맺고 스페인 라리가 클럽 헤타페에 합류했다. 그는 헤타페와의 임대 계약이 만료된 후 마카비 하이파로 돌아갔다.

### 카이저 치프스
마실렐라는 해외에서 5년을 보낸 후 2012년 중반에 남아프리카 공화국으로 돌아와 카이저 치프스와 계약했다. 그는 2012년 11월, 모로카 스월로스와의 경기에서 3-2로 승리하며 데뷔했다.

## 국가대표팀 경력
마실렐라는 내셔널 퍼스트 디비전에서 캠페인을 벌이는 동안 처음으로 소집된 선수였다. 2006년부터 남아프리카 공화국 국가대표팀으로 합류해 활약하며 2006년 아프리카 네이션스컵, 2008년 아프리카 네이션스컵, 2009년 FIFA 컨페더레이션스컵, 2010년 FIFA 월드컵, 2013년 아프리카 네이션스컵에 참가했다.